# Nicaraguaanse Gebarentaal
Nicaraguaanse Gebarentaal (Idioma de Señas de Nicaragua of Idioma de Signos Nicaragüense, ISN) is een gebarentaal die in de jaren zeventig en tachtig van de twintigste eeuw spontaan is ontstaan in een gemeenschap van dove kinderen in het westen van Nicaragua. De taal is interessant voor taalwetenschappers omdat ze een recent ontstane taal is.

## Geschiedenis
Lange tijd bestond er geen dovengemeenschap in eigenlijke zin in Nicaragua. Dove mensen leefden grotendeels geïsoleerd van elkaar; ze gebruikten alleen eenvoudige gebaren om met hun omgeving te communiceren. Pas in 1977 ontstonden de voorwaarden die nodig waren om een taal te doen ontstaan, toen een onderwijscentrum een programma opzette dat in eerste instantie door vijftig dove kinderen werd bezocht. In 1981 was dit aantal gestegen tot 200; het aantal leerlingen bleef daarna groeien. Voor het eerst gingen doven nu met elkaar om, ook buiten schooltijd.
In eerste instantie probeerde men de leerlingen Spaans te leren, hetgeen weinig succesvol bleek, maar onderling ontwikkelden de kinderen een eigen taalsysteem. In 1986 zocht het Nicaraguaanse ministerie van onderwijs contact met de Amerikaanse taalkundige Judy Kegl, een specialist in de Amerikaanse Gebarentaal. Een door haar geleid team van taalkundigen ontdekte dat de taal zich in korte tijd bij de jongere kinderen had ontwikkeld tot een volwaardige natuurlijke taal, met alle grammaticale complexiteiten die daarbij hoorden.

## Belang voor de taalkunde
ISN was in zijn tijd de enige bekende 'volwaardige' taal zonder een gemeenschap van volwassen sprekers -- die gemeenschap is momenteel aan het ontstaan. Door sommige geleerden wordt het ontstaan van ISN wel gezien als een bewijs voor de stelling dat het menselijk taalvermogen aangeboren is. De bekende taalpsycholoog Steven Pinker schreef bijvoorbeeld in zijn boek Het taalinstinct: 
Het geval van Nicaragua is uniek in de menselijke geschiedenis. We hebben kunnen zien hoe kinderen — en niet volwassenen — taal maken, en we hebben tot in de fijne details kunnen vastleggen hoe dit is gebeurd. Het is de eerste en de enige keer geweest dat we een taal uit niets hebben kunnen zien ontstaan.
Niet iedereen is het hiermee eens. William Stokoe bijvoorbeeld, de vader van de studie van de Amerikaanse Gebarentaal, betwijfelt of de taal wel geheel in isolatie ontstaan is en wijst op mogelijke invloeden uit het Spaans en de Amerikaanse Gebarentaal.